# Spałowanie
Spałowanie – obdzieranie zębami kory z drzew przez niektóre zwierzęta – parzystokopytne ssaki przeżuwające.
Powodem spałowania jest zapotrzebowanie zwierząt na składniki pokarmowe zawarte w korze drzew. W lasach europejskich najczęściej spałują: jeleń i łoś, rzadziej daniel i muflon. Spośród zwierząt niełownych spałuje żubr. Najczęściej spałowanymi rodzajami drzew są: sosna, dąb, jesion, świerk i jodła. Spały mogą występować na drzewach stojących lub ściętych.
Spały mają różny wygląd w zależności od pory roku, w której następuje uszkodzenie, gatunku drzewa i gatunku zwierzęcia. Jeśli kora łatwo oddziela się od drewna, rany spowodowane spałowaniem są zazwyczaj rozległe i głębokie, zwłaszcza na drzewach liściastych. Ten rodzaj spałowania określa się jako spałowanie letnie (niekiedy wiosenne). Występuje ono wraz z wiosennym ruszaniem soków. Podczas spałowania letniego zwierzę podcina siekaczami korę, następnie szarpnięciem głowy odrywa łatwo oddzielające się pasmo kory. W związku z tym długość spał letnich może znacznie przewyższać zasięg głowy zwierzęcia. W okresie późnej jesieni i zimy trudno oddzielająca się kora jest zestrugiwana z pnia za pomocą siekaczy, w miejscu uszkodzenia pozostaje znaczna część łyka. Pozostawione fragmenty łyka lub rzadziej zewnętrznej warstwy kory tworzą na pniu prążkowaną powierzchnię – są to spały zimowe. Spały zimowe, o małej powierzchni pnia, znacznie łatwiej ulegają zabliźnieniu niż spały letnie.
Spałowanie obniża odporność drzew, może też być bezpośrednią przyczyną ich zamierania. W wyniku łamania się lub zamierania spałowanych drzew powstają w młodnikach luki utrudniające dalszy prawidłowy wzrost i rozwój drzewostanów. Uszkodzenie drzew ułatwia wnikanie czynników chorobotwórczych, co ma ujemny wpływ na zdrowotność drzewostanów i wartość techniczną drewna. S. prowadzi do powstania zabitki, wady drewna z grupy wad budowy.
W celu ochrony przed nadmiernym spałowaniem leśnicy czasem smarują pnie wybranych drzew repelentami.

## Zobacz też

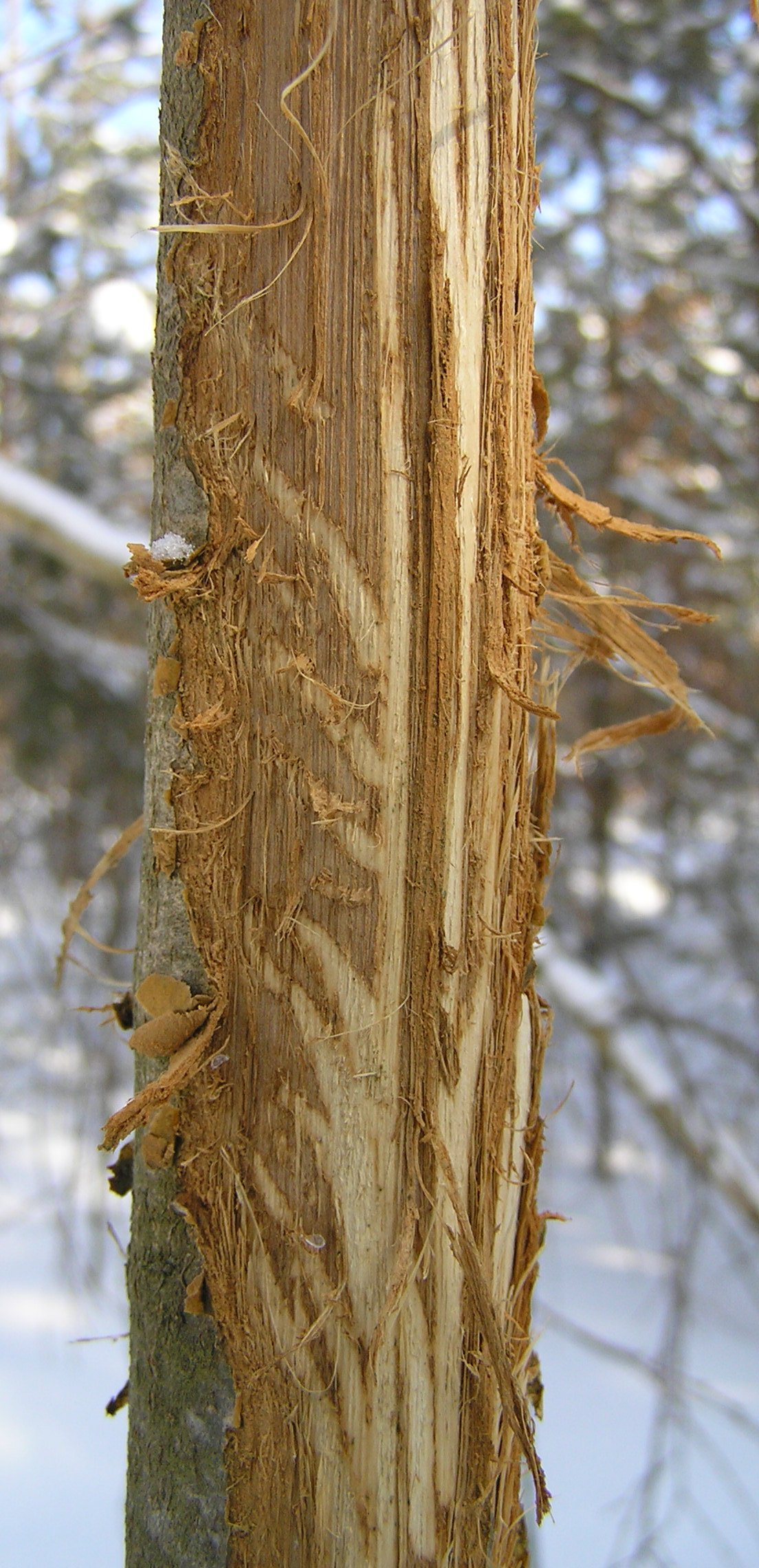
Spała na młodym dębie
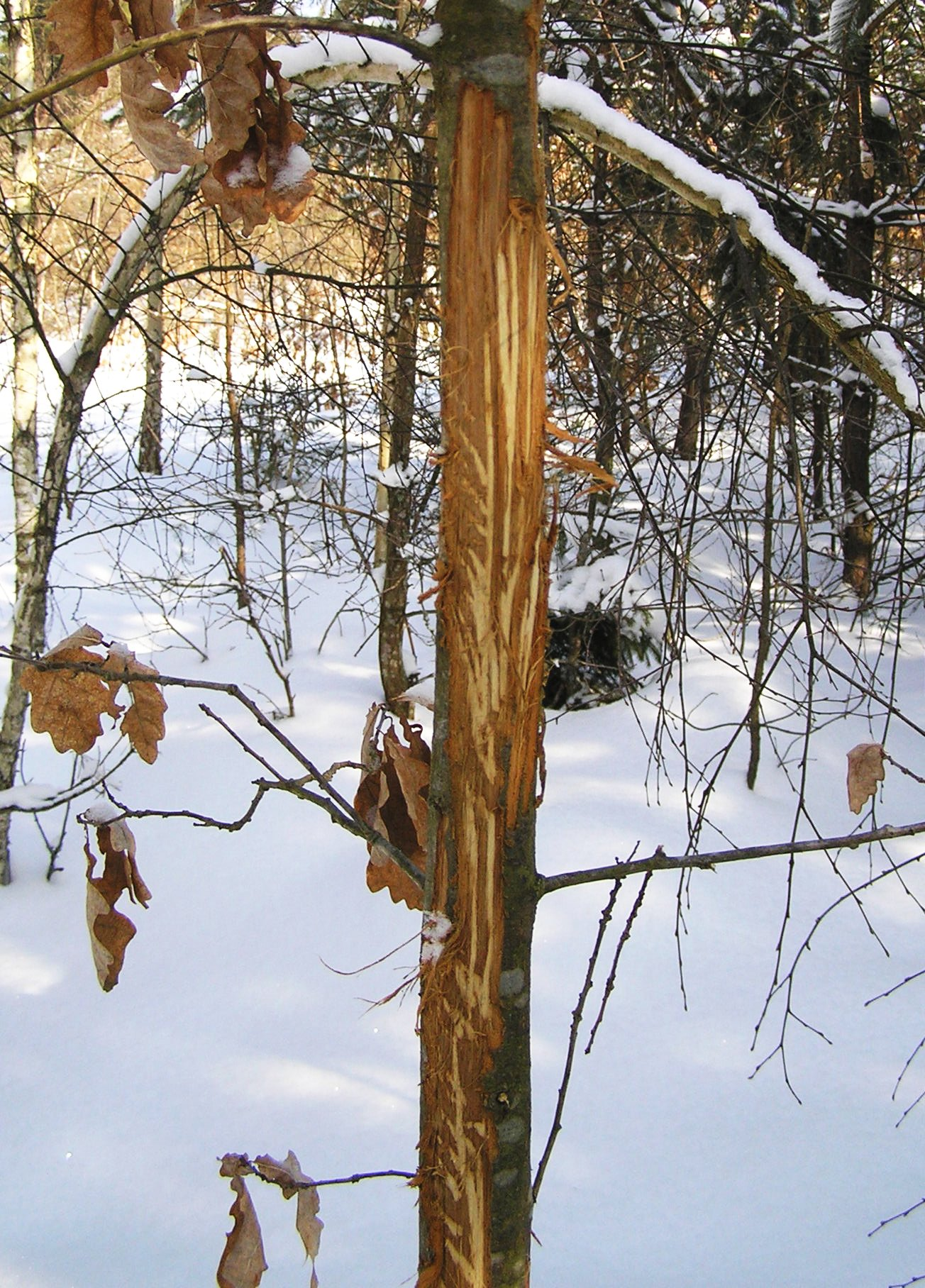
Spała na młodym dębie
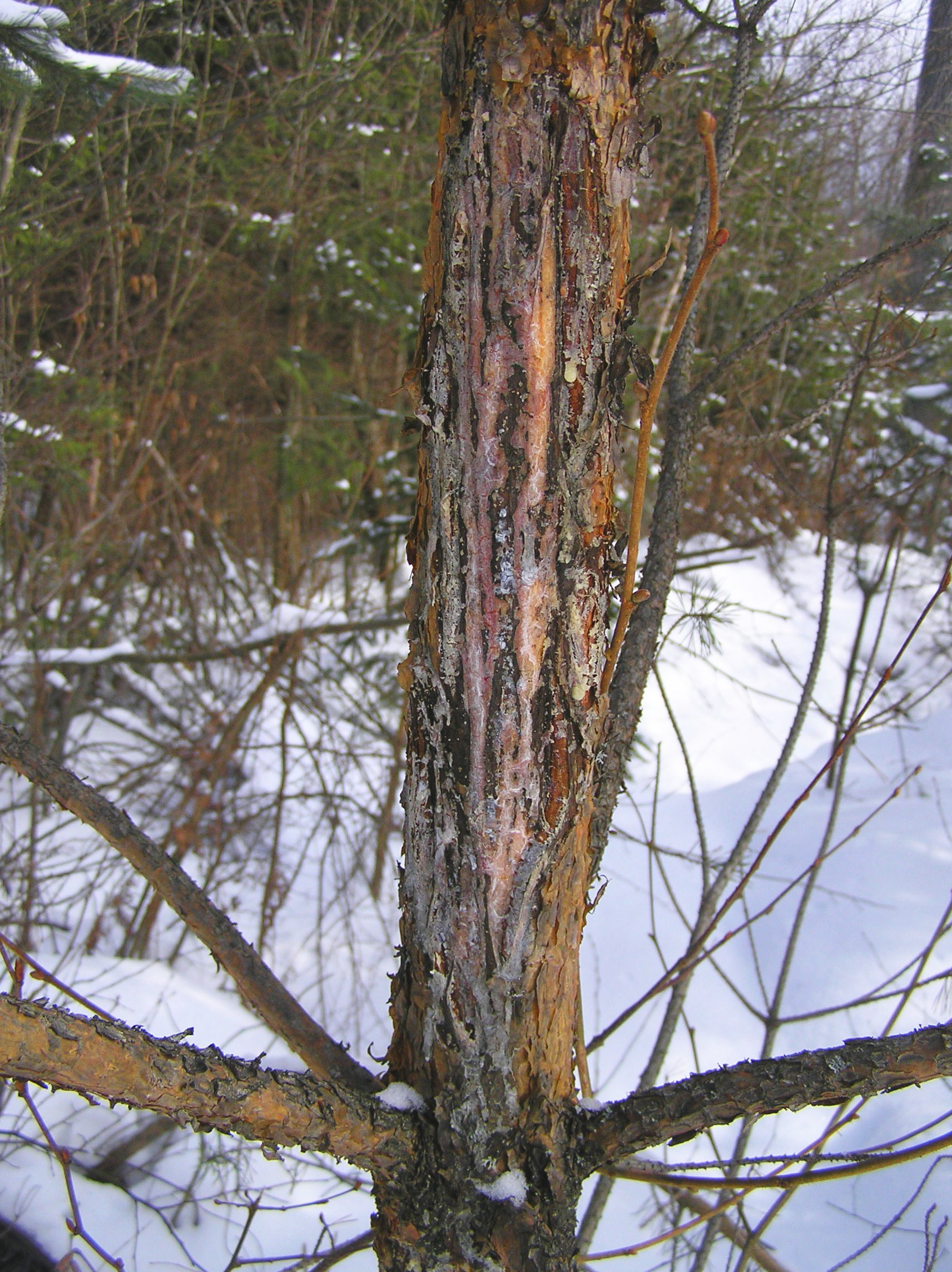
Spała na młodej sośnie
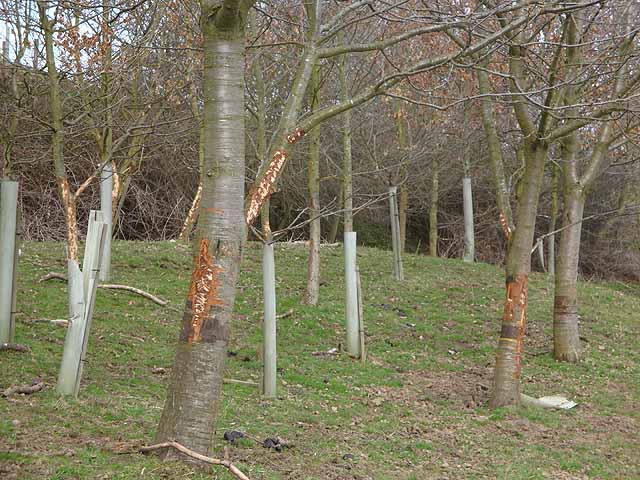
Spała w Northumberland
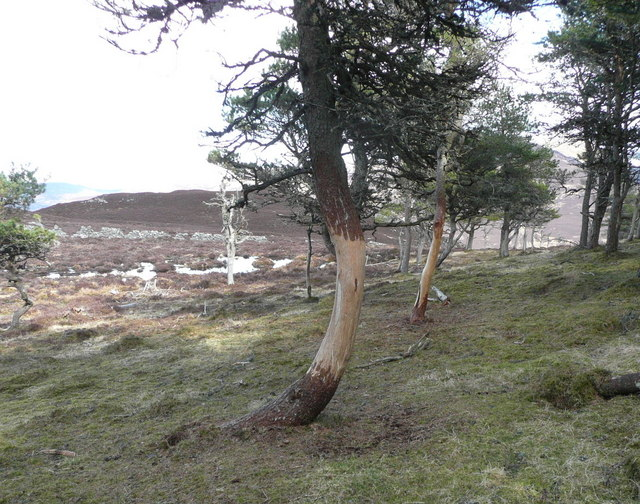
Spała w Perth and Kinross